# Intrarea în Marele Canal, Veneția
Intrarea în Marele Canal, Veneția este o pictură în ulei pe pânză din 1730 a pictorului italian Canaletto. Este o pictură peisagistică rococo cu o dimensiune de 49,6 pe 73,6 centimetri deținută în prezent ca parte a Colecției Memoriale Robert Lee Blaffer din Clădirea Audrey Jones Beck de la Muzeul de Arte Plastice din Houston, Texas. A fost un cadou din partea lui Sarah Campbell Blaffer.
Biserica mare din stânga picturii este Basilica Santa Maria della Salute. O variantă a tabloului cu un turn al bisericii mai mare și o clădire suplimentară este folosită ca scenă venețiană în jocul video din 2001, Merchant Prince II.